# Диксон (городское поселение)
Городское поселение Диксон — муниципальное образование в Таймырском Долгано-Ненецком районе Красноярского края.
В рамках административно-территориального устройства соответствует административно-территориальной единице посёлок городского типа Диксон (с подчинённой ему территорией) в составе административно-территориальной единицы с особым статусом Таймырский Долгано-Ненецкий район.
Административный центр и единственный населённый пункт — пгт Диксон.

## История
До 2006 года территория, подчинённая посёлку городского типа, составляла Диксонский район. В рамках муниципального устройства Таймырского (Долгано-Ненецкого) автономного округа в 2004 году он составил муниципальное образование со статусом городского поселения посёлок Диксон. После упразднения ТДНАО, муниципальное образование городское поселение Диксон сохранило свой статус, но уже в составе Таймырского Долгано-Ненецкого муниципального района.

## Население
| 1959 | 1970  | 1979  | 1989  | 2002  | 2009 | 2010 |
| ---- | ----- | ----- | ----- | ----- | ---- | ---- |
| 3470 | ↗3889 | ↗4045 | ↗4449 | ↘1198 | ↘632 | ↗676 |
| 2011 | 2012  | 2013  | 2014  | 2015  | 2016 | 2017 |
| ↘638 | ↗674  | ↘667  | ↘664  | ↘650  | ↘609 | ↘569 |
| 2018 | 2019  | 2020  | 2021  |       |      |      |
| ↘548 | ↘535  | ↘529  | ↘319  |       |      |      |

## Территория
В состав городского поселения входит один населённый пункт — пгт Диксон, а также вся северная часть полуострова Таймыр, архипелаг Северная Земля и многочисленные острова.
Кроме пгт. Диксон на территории поселения действует вахтовый посёлок на острове Большевик на месте разработки месторождений россыпного золота. На материковой части и островах действуют метеостанции: о. Голомянный; о. Диксон; о. Известий; Колба ГФ; мыс Стерлигова; мыс Челюскина и законсервированные: Краснофлотские острова; о. Гейберга; о. Домашний; о. Исаченко; о. Малый Таймыр; м. Песчаный; о. Правды; Пясина; о. Русский; Солнечная бухта; СРЗА «Буденовец»; о. Тыртова; о. Уединения; Ефремов палец; Усть-Таймыр; Усть-Тарея; Мыс Входной (посёлок), о. Ушакова; о. Вилькицкого.
Вдоль побережья Енисейского залива, Карского моря и на островах стоят промысловые избы, места их наибольшей концентрации — правый берег Енисейского залива, берег Карского моря (берег Петра Чичагова) от посёлка Диксон до мыса Стерлигова и нижнее течение реки Пясина.
На территории поселения выделены земли следующих категорий:
- Земли запаса — занимают большую часть территории поселения.
- Земли сельскохозяйственного назначения — расположены у южной границы поселения на р. Пясина площадью 1040,5 тыс. га. Представляют собой оленьи пастбища и участки, отданные в аренду частным лицам для рыбопромысловой деятельности.
- Земли особо охраняемых природных территорий (федерального значения): Государственный природный заповедник «Большой Арктический», участок Государственного природного биосферного заповедника «Таймырский».
- Земли промышленности — южная часть острова Большевик, где разрабатываются месторождения золота: Лагерное, Студёное, Голышева.
- Земли обороны и безопасности — объекты федеральной пограничной службы в посёлке Диксон и на острове Средний[25].

## Местное самоуправление
Срок полномочий: 5 лет.
Глава муниципального образования
- Ирина Евгеньевна Дудина (с 08.09.2013 по 2023 год).
- Николай Владимирович Бурак (с 2023 года).